# Phyllophaga maculicollis
Phyllophaga maculicollis är en skalbaggsart som beskrevs av Leconte 1863. Phyllophaga maculicollis ingår i släktet Phyllophaga och familjen Melolonthidae. Inga underarter finns listade i Catalogue of Life.